# 皮斯卡特奎斯縣
皮斯卡特奎斯縣是美国缅因州中部偏西的一個縣，面積11,337平方公里。根據2020年美國人口普查，本縣共有人口16,800人，是緬因州人口最少的縣份。本縣縣治為多佛法斯克羅鎮（Dover-Foxcroft）。
皮斯卡特奎斯縣於1838年3月23日成立，係自佩諾布斯科特縣和薩默塞特縣獨立。本縣縣名來自阿布納基語，意思是「水流湍急」。本縣位於緬因州的地理中心。起初，本縣領土延伸至美加邊境，但接壤加拿大的一片土地於1844年被割予阿魯斯圖克縣。儘管如此，本縣仍然是密西西比河以東其中一個面積最大的縣份。

## 地理

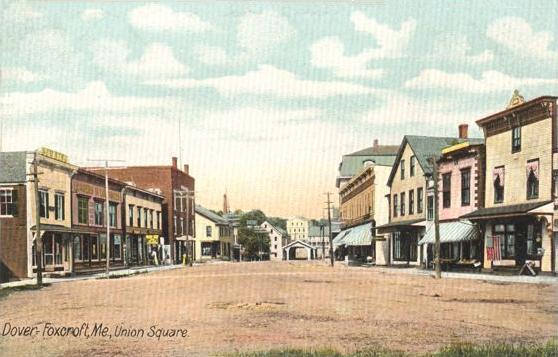
縣治多佛法斯克羅鎮

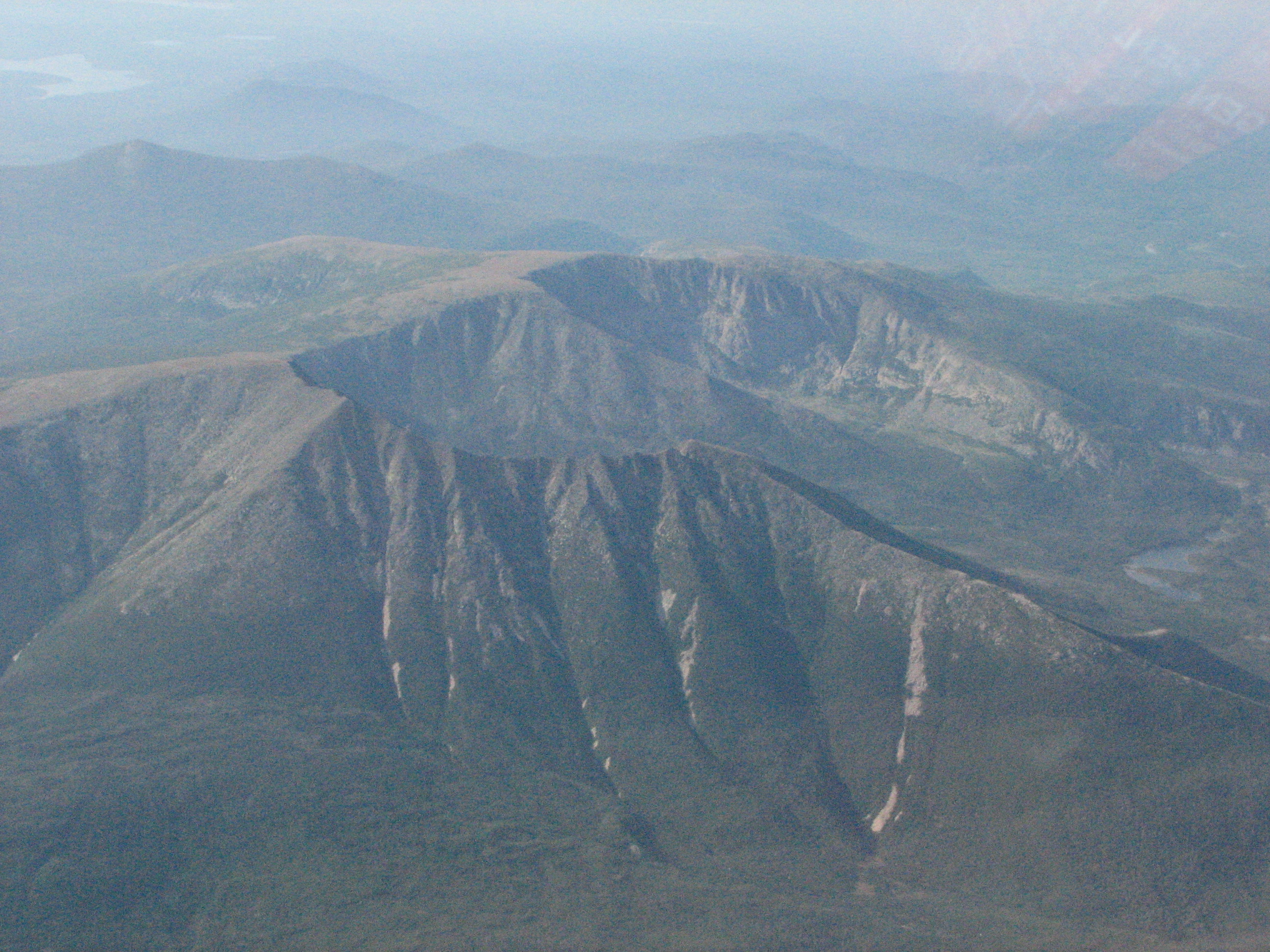
縣內最高點卡塔丁山

根據2000年人口普查，皮斯卡特奎斯縣的總面積為4,377.36平方英里（11,337.3平方），其中有3,966.22平方英里（10,272.5平方），即90.61%為陸地；411.14平方英里（1,064.8平方），即9.39%為水域。本縣既是緬因州面積第二大的縣份，亦是美國面積第90大的縣份。本縣的最大湖是穆斯黑德湖，其面積為120平方英里（310平方）。縣內最高點則為卡塔丁山，其高度為海拔5271英尺（1,606米）。卡塔丁山亦是緬因州最高點。

### 毗鄰縣
皮斯卡特奎斯縣的所有毗鄰縣皆為緬因州的縣。
- 阿魯斯圖克縣：北方
- 佩諾布斯科特縣：東南方
- 薩默塞特縣：西方

## 人口
| 调查年            | 人口   | 备注 | %±     |
| ----------------- | ------ | ---- | ------ |
| 1840              | 13,138 |      | —      |
| 1850              | 14,735 |      | 12.2%  |
| 1860              | 15,032 |      | 2.0%   |
| 1870              | 14,403 |      | −4.2%  |
| 1880              | 14,872 |      | 3.3%   |
| 1890              | 16,134 |      | 8.5%   |
| 1900              | 16,949 |      | 5.1%   |
| 1910              | 19,887 |      | 17.3%  |
| 1920              | 20,554 |      | 3.4%   |
| 1930              | 18,231 |      | −11.3% |
| 1940              | 18,467 |      | 1.3%   |
| 1950              | 18,617 |      | 0.8%   |
| 1960              | 17,379 |      | −6.6%  |
| 1970              | 16,285 |      | −6.3%  |
| 1980              | 17,634 |      | 8.3%   |
| 1990              | 18,653 |      | 5.8%   |
| 2000              | 17,235 |      | −7.6%  |
| 2010              | 17,535 |      | 1.7%   |
| [ 7 ] [ 8 ] [ 9 ] |        |      |        |

根據2000年人口普查，皮斯卡特奎斯縣擁有17,235居民、7,278住戶和4,854家庭。其人口密度為每平方英里4居民（每平方公里2居民）。本縣擁有13,783間房屋单位，其密度為每平方英里4間（每平方公里1間）。而人口是由97.84%白人、0.21%黑人、0.52%土著、0.27%亞洲人、0.02%太平洋岛民、0.14%其他種族和1%混血构成。而西班牙裔或拉丁美洲人佔了人口0.52%。在97.84%白人中，有23.6%為英國人、16.4%為法國人、以及11.5%為愛爾蘭人。96.9%人口的母語為英語、以及2%為法語。
在7,278住户中，有28.6%擁有一個或以上的兒童（18歲以下）、54.1%為夫妻、8.4%為單親家庭、33.3%為非家庭、27.8%為獨居、14%住戶有同居長者。平均每戶有2.34人，而平均每個家庭則有2.83人。在17,235居民中，有23.4%為18歲以下、5.7%為18至24歲、26%為25至44歲、27.5%為45至64歲以及17.4%為65歲以上。人口的年齡中位數為42歲，女子對男子的性別比為100：96.4。成年人的性別比則為100：95.2。
本縣的住戶收入中位數為$28,250，而家庭收入中位數則為$34,852。男性的收入中位數為$28,149，而女性的收入中位數則為$20,241，人均收入為$14,374。約11.2%家庭和14.8%人口在貧窮線以下，包括17.8%兒童（18歲以下）及13.9%長者（65歲以上）。